# Dan Monahan
Dan Monahan (20 de julho de 1955) é um ator e diretor americano, mais conhecido por interpretar Edward "Pee Wee" Morris na trilogia Porkys.

## Vida Pessoal
Monahan se formou na Olmsted Falls High School em Olmsted Falls, Ohio.[carece de fontes?]

## Filmografia
- Paradiso Blu (1980)
- The Adventures of Huck Finn (filme) (1981)
- Only When I Laugh (1981)
- Porky's (1982)
- Porky's II: The Next Day (1983)
- Corrida na Correnteza (1984)
- Porky's Revenge! (1985)
- From the Hip (1987)
- The Prince of Pennsylvania (1988)
- The Night Flier (1997)
- Baby Geniuses (1999)
- Romeo and Juliet (2000)